# Plutonion
Ploutonion (starogrško Πλουτώνιον, lit. 'Plutonov prostor') je svetišče, posebej posvečeno starogrškemu bogu Plutonu (t. j. Had). Le nekaj takih svetišč je znanih iz klasičnih virov, običajno na lokacijah, kjer izhajajo strupeni plini in so veljale za vhod v podzemlje. 
- Pri Elevsini je bil ploutonion blizu severnega vhoda v sveto okrožje (temenos). Zgradil ga je Pejzistrat v 6. stoletju pred našim štetjem, obnovili pa so ga dve stoletji pozneje, ko so bile elevzijski misteriji na vrhuncu svojega vpliva. Jama je bila tradicionalno mesto rojstva božjega otroka Pluta. [2]

- Grški geograf Strabon je omenil tri najdišča kot ploutonion. Eno je bilo na hribu med Tralleisom (sodobni Aydın) in Nyso. V bližini je bil sveti nasad, tempelj, posvečen Plutonu in Perzefoni in sosednja jama, imenovana Charonion, po Haronu, vozniku mrtvih. Po besedah Strabona »ima nekaj edinstvenih fizičnih lastnosti« in je služil kot svetišče za ozdravljenje in sanjski orakelj (ritual). [3]

- Plutonova vrata, ploutonion v frigijskem Hierapolisu (sodobne Pamukkale v Turčiji), so bila povezana z lokalnim kultom Kibele. Vdihavanje hlapov naj bi bilo smrtonosno za vsa živa bitja, razen za Galli, boginjo evnuhov duhovnikov [4]. Med rimsko cesarsko dobo je kult Apolona prevzel obstoječa tamkajšnja verska mesta, vključno s ploutonionom. Arheološka izkopavanja v 1960-ih so pokazala, da se je ploutonion nahajal znotraj svetega območja Apolona: »sestavljal je naravno odprtino v steni travertina, ki je vodila do jame, v kateri so se pretakali potoki vroče vode, ki so sproščali škodljiv plin«. To mesto je bilo povezano tudi z orakljem; neoplatonist Damaskij je sanjal, da je Attis v družbi Velike Matere.[5]

- Strabon nadalje piše, da je bilo jezero Avernus v Italiji vzeto kot ploutonion, saj so bili plini, ki jih je ustvarilo tako škodljivi, da so ptice, ki so letele mimo, poškodovali. Glede na zgodnejše vire, pravi, je bil to orakelj mrtvih (nekumanteion), ki ga je Odisej iskal v 11. knjigi Odiseje; vendar se zdi, da Strabon Avernusa ni smatral za ploutoniona.[6]

- V Aharaci je bil Ploutonion